# Saint-Louis (Saint-Martin)
Saint-Louis – miejscowość na terytorium zależnym Francji - Saint Martin. Według danych szacunkowych na dzień 1 stycznia 2012 roku liczyło 3 306 mieszkańców (razem z miejscowościami Rambaud i Colombier).